# Adolphe de Chesnel
Pour les articles homonymes, voir Chesnel.
Le marquis Louis-Pierre-François de Chesnel de la Charbonelais, connu sous le nom de plume d'Adolphe de Chesnel, né le 24 septembre 1791 à Belleville (Paris) et mort le 3 octobre 1862 dans le 18e arrondissement de Paris, est un polygraphe, historien et encyclopédiste  français.

## Biographie
Officier de carrière, il quitte l'armée après 1820 avec une retraite de lieutenant-colonel d'infanterie, puis s'installe à Montpellier où il lance un journal éphémère, Le Conciliateur du Midi, recueil littéraire, commercial, agricole. Il fonde également en 1836 Les Femmes, journal du siècle et collabore à divers autres journaux.
Il publie, sous différents pseudonymes, des poésies, des ouvrages historiques, des observations de naturaliste oisif, ainsi que plusieurs dictionnaires sous l'égide de l’Encyclopédie théologique, ou Série de dictionnaires sur toutes les parties de la science religieuse dirigée par l'abbé Migne.
Il était chevalier de la Légion d'honneur.

## Principales publications
- 1818 : Poésies diverses ;
- 1818 : Notice sur Henri IV et sur la conservation du berceau de ce prince pendant les troubles de la France en 1793 ;
- 1820 : Histoire de la rose chez les peuples de l'antiquité et chez les modernes. Description des espèces cultivées, culture des rosiers, propriétés des roses, et leurs diverses préparations alimentaires, cosmétiques, etc. ;
- 1828 : Voyages dans les Cévennes ;
- 1829 : Le Luth des bruyères, ou Fleurettes poétiques ;
- 1830 : Loisirs d'un anachorète ;
- 1836 : Fleurs sur une tombe. À Élisa Mercœur, recueil de textes inédits ;
- 1838 : L'Esprit et le cœur ;
- 1839 : Usages, coutumes et superstitions des habitants de la Montagne Noire. Rééditions : Éditions du Groupe audois de recherche et d'animation ethnographique, Carcassonne, 1984 ; Éditions les Nuits blanches, Castres, 2003 ;
- 1843 : Vie de Buffon ;
- 1845 : Les Animaux raisonnent, examen philosophique de leur organisation, de leurs mœurs ;
- 1845 : Le Livre des jeunes personnes, ou Tableau moral de la vie d'une femme, comme fille, sœur, épouse et mère ;
- 1846 : Coutumes, mythes et traditions des provinces de France. Réédition : Éditions du Bastion, Bourg-en-Bresse, 2003. Texte en ligne ;
- 1847 : L'Égypte ancienne et moderne ; Ouvrages encyclopédiques ;
- 1836 : Biographie des femmes auteurs françaises ( [publication suspendue]) ;
- 1848 : Dictionnaire de géographie sacrée et ecclésiastique, contenant le dictionnaire géographique de la Bible par Barbié Du Bocage, contenant en outre les tableaux suivants : tableau alphabétique de tous les lieux de la Terre Sainte, tableau synoptique de la France catholique en 1854, conversion des degrés en grades et des grades en degré, par M. l'abbé Riondey, avec L. Benoist de Matougues, publié par Jacques Paul Migne (3 volumes, 1848-1854) Texte en ligne 1 2 3 ;
- 1849 : Dictionnaire de géologie, suivi d'esquisses géologiques et géographiques, publié par Jacques Paul Migne, avec le Dictionnaire de chronologie universelle par M. ChampagnacTexte en ligne ;
- 1853 : Dictionnaire des merveilles et curiosités de la nature et de l'art, publié par Jacques Paul MigneTexte en ligne ;
- 1855 : Dictionnaire de la sagesse populaire, recueil moral d'apophtegmes, axiomes de tous les temps et de tous les pays, publié par Jacques Paul Migne ;
- 1856 : Dictionnaire des superstitions, erreurs, préjugés, et traditions populaires, où sont exposées les croyances des temps anciens et modernes, publié par Jacques Paul Migne ;
- 1857 : Dictionnaire de technologie, étymologie et définition des termes employés dans les arts et métiers, publié par Jacques Paul Migne (2 volumes, 1857-1858)Texte du volume 1 (A-K) en ligne, Texte du volume 2 (K-Z) en ligne ;
- 1862 : Dictionnaire des armées de terre et de mer, encyclopédie militaire et maritime (2 volumes, 1862-1864) illustré par Jules-Antoine Duvaux ;

Traduction
- 1842 : Samuel Dickson : Erreurs des médecins, ou Système chrono-thermal ;